# Южный Урал (поезд)
Ю́жный Ура́л — скорый фирменный пассажирский поезд Уральского филиала ФПК, курсирующий ежедневно круглый год по маршруту Челябинск — Москва — Челябинск. По расписанию, действующему на 18.11.2023, время в пути — 31-35 часов (две ночи и один день). Отправление из Челябинска — в 19:25 (московское время), прибытие в Москву в 06:30. Отправление из Москвы — в 21:40, прибытие в Челябинск — в 04:55. Приписан к вагонному депо станции Челябинск. Долгое время вагоны поезда окрашивались в красный цвет, в настоящее время заменены современными вагонами в обычной для РЖД серой гамме.

## История
Создан в 1965 по инициативе работников Управления дороги и коллектива резерва проводников Челябинского отделения ЮУЖД. Уникальный опыт южноуральских железнодорожников привлек внимание прессы США (1976) и Японии (1977). С 2010 года в составе поезда работают вагоны беспересадочного сообщения Москва — Магнитогорск (перецепка в Уфе).